# Паниково
Пани́ково — деревня в Серпуховском районе Московской области России. Расположена к северу от города Серпухова. Входит в сельское поселение Дашковское.

## Население
| 2002 | 2006 | 2010 | 2015 |
| ---- | ---- | ---- | ---- |
| 116  | ↘115 | ↗143 | ↗233 |

Через деревню проходит дорога, соединяющая Московское шоссе[уточнить] и Московское большое кольцо.
В последние два десятилетия в деревне Паниково происходит рост численности населения.